# Пракситея (дъщеря на Диогенея)
Вижте пояснителната страница за други значения на Пракситея.
Пракситея I (на старогръцки: Πραξιθέα, Praxithea) в древногръцката митология е наяда, дъщеря на Фрасим и Диогенея, дъщеря на речния бог Кефис в Беотия и сестра на Зевксипа.
Тя е съпруга на Ерихтоний цар на Атина, син на Хефест и Гея. Майка е Пандион I.
Нейната сестра Зевксипа се жени за племенника си Пандион.